# Volta al Táchira
La Volta al Táchira (en castellà: Vuelta al Táchira) és una cursa ciclista per etapes que es disputa a l'estat veneçolà de Táchira. La primera edició es disputà el 1966 i des del 2005 forma part de l'UCI Amèrica Tour, amb una categoria 2.2.

## Palmarès
| Any  | Vencedor                          | Segon                            | Tercer                        |
| ---- | --------------------------------- | -------------------------------- | ----------------------------- |
| 1966 | Martín Emilio Rodríguez Gutiérrez | Victor Leguizamón                | Gliserio Penagos              |
| 1967 | Gustavo Rincón                    | Severo Hernández                 | Jairo Cruz                    |
| 1968 | Martín Emilio Rodríguez Gutiérrez | Severo Hernández                 | Javier Amado Suárez           |
| 1969 | Álvaro Pachón                     | Hernando Gómez                   | Nicolas Reidtler              |
| 1970 | Álvaro Pachón                     | Pablo Hernández                  | Miguel Samacá                 |
| 1971 | Martín Emilio Rodríguez Gutiérrez | Nicolas Reidtler                 | Luis Gabino Rosales           |
| 1972 | Miguel Samacá                     | Rafael Antonio Niño Munévar      | Fabio Acevedo                 |
| 1973 | Santos Bermúdez                   | Nicolas Reidtler                 | Cirilo Correa                 |
| 1974 | Álvaro Pachón                     | Juan de Dios Morales             | Carlos Siachoque              |
| 1975 | Fernando Fontes                   | Nicolas Reidtler                 | Sergei Morosow                |
| 1976 | Fernando Fontes                   | Nicolas Reidtler                 | Efraín Pulido                 |
| 1977 | José Patrocinio Jiménez Bautista  | Nicolas Reidtler                 | Luis Enrique Murillo          |
| 1978 | Efraín Rodríguez                  | José Patrocinio Jiménez Bautista | Plinio Casas                  |
| 1979 | José Duaxt                        | Viktor Okolelov                  | Arcadio Méndez                |
| 1980 | Epifanio Arcila                   | Manuel Ignacio Gutiérrez         | Fabio Navarro                 |
| 1981 | Carlos Siachoque                  | Aleksandr Gussiàtnikov           | Fabio Enrique Parra Pinto     |
| 1982 | Ramazan Galialetdinov             | Jorge Orozco                     | Enrique Campos                |
| 1983 | Mario Medina Varela               | Martín Ramírez Ramírez           | Aleksandr Krasnov             |
| 1984 | Carlos Alba                       | Aleksandr Kulikov                | Leonid Arkhipov               |
| 1985 | José Lindarte                     | Fernando Correa                  | Elio Villamizar               |
| 1986 | Eduardo Alonso                    | José Lindarte                    | Samuel Villamizar             |
| 1987 | Elio Villamizar                   | Fernando Correa                  | Pedro Mora                    |
| 1988 | Viatxeslav Iekímov                | Luis Barroso Gómez               | Mario Medina Varela           |
| 1989 | Luis Felipe Moreno Torres         | José Villamizar                  | Viatxeslav Iekímov            |
| 1990 | José Vicente Díaz                 | Augusto Triana                   | Alexis Méndez                 |
| 1991 | Ángel Yesid Camargo Ochoa         | Juan Carlos Rosero               | José Jaime González Pico      |
| 1992 | Luis Barroso Gómez                | Josué López                      | Santiago Amador               |
| 1993 | Leonardo Sierra Sepúlveda         | José Ibáñez                      | Omar Pumar                    |
| 1994 | Alexis Méndez                     | Carlos Maya                      | Edinel Figueroa               |
| 1995 | Carlos Maya                       | Rónald Bermúdez                  | Omar Pumar                    |
| 1996 | Raúl Gómez Suárez                 | Giovanni Vargas                  | Omar Pumar                    |
| 1997 | César Salazar                     | Argiro Zapata                    | Hernán Darío Muñoz Giraldo    |
| 1998 | Julio Blanco                      | Álvaro Lozano                    | Robinson Merchán              |
| 1999 | Aldrin Salamanca                  | Freddy González Martínez         | Vladimir Forero               |
| 2000 | Noel Vasquez                      | Carlos Maya                      | Omar Pumar                    |
| 2001 | Noel Vasquez                      | Carlos Maya                      | Aldrin Salamanca              |
| 2002 | Freddy Vargas                     | Noel Vasquez                     | José Humberto Rujano Guillén  |
| 2003 | Hernán Darío Muñoz Giraldo        | Carlos Maya                      | Yeison Delgado                |
| 2004 | José Humberto Rujano Guillén      | Freddy González Martínez         | Carlos Maya                   |
| 2005 | José Humberto Rujano Guillén      | José Chacón                      | Carlos Maya                   |
| 2006 | Manuel Eduardo Medina Mariño      | José Rodolfo Serpa Pérez         | Hernán Buenahora Gutiérrez    |
| 2007 | Hernán Buenahora Gutiérrez        | Manuel Eduardo Medina Mariño     | Jackson Jesús Rodríguez Ortíz |
| 2008 | Manuel Eduardo Medina Mariño      | Yeison Delgado                   | José Alirio Contreras         |
| 2009 | Ronald González                   | Tomás Gil Martínez               | Jonathan Monsalve             |
| 2010 | José Humberto Rujano Guillén      | José Alarcón                     | Noel Vasquez                  |
| 2011 | Manuel Eduardo Medina Mariño      | Carlos Becerra Alarcón           | Noel Vasquez                  |
| 2012 | Jimmy Briceño                     | Ronald González                  | Manuel Eduardo Medina Mariño  |
| 2013 | Yeison Delgado                    | José Chacón                      | Carlos Gálviz García          |
| 2014 | Carlos Gálviz García              | Juan Murillo                     | Jonathan Camargo              |
| 2015 | José Humberto Rujano Guillén      | Juan Murillo                     | Yeison Delgado                |
| 2016 | Joseph Chavarría Rodríguez        | Jorge Abreu                      | Yosvangs Rojas                |
| 2017 | Jonathan Salinas Duque            | Jimmy Briceño                    | Jhorman Flores                |
| 2018 | Pedro Gutiérrez                   | Ronald González                  | Rafael Medina                 |
| 2019 | Jimmy Briceño                     | Luis Mora                        | Jonathan Salinas Duque        |
| 2020 | Roniel Campos                     | Juan José Ruiz                   | Kevin Rivera Serrano          |
| 2021 | Roniel Campos                     | Óscar Sevilla Rivera             | Danny Osorio                  |
| 2022 | Roniel Campos                     | Eduin Becerra                    | Didier Merchán                |
| 2023 | José Alarcón                      | Juan José Ruiz                   | Juan Diego Alba               |
| 2024 | Jonathan Caicedo Cepeda           | Juan José Ruiz                   | Nelson Camargo                |
| 2025 | Eduin Becerra                     | Jorge Abreu                      | José Alarcón                  |